# (9338) 1991 FL4
(9338) 1991 FL4 là một tiểu hành tinh vành đai chính. Nó được phát hiện bởi Henri Debehogne ở Đài thiên văn La Silla ở Chile ngày 25 tháng 3 năm 1991.